# Плоскаја
Плоскаја (рус. Плоская) малена је руска река која протиче јужним делом земље, односно северним делом Краснодарског краја и јужним делом Ростовске области. Десна је притока реке Јеје и део басена Азовског мора. Укупна дужина водотока је 45 km, а тече углавном у смеру запад-северозапад. 